# 有泉貞夫
有泉 貞夫（ありいずみ さだお、1932年（昭和7年）12月21日 - 2022年（令和4年）8月15日）は、日本の歴史学者、東京商船大学名誉教授。専門は日本近代政治史。

## 略歴
山梨県西八代郡市川大門町（現：市川三郷町）に生まれる。生家の市川有泉家は江戸後期に巨摩郡東南湖村出身（南アルプス市東南湖）の初代・久紀（市右衛門）を祖とする。酒造業を営み、父の直松は市川大門町長・政友会系の県議会議員。祖父は市川大門村初代村長で漢詩人の有泉米松（蘆堂）。兄の亨は県議会議員。
市川小学校、市川国民学校初等科を卒業し、1945年4月に山梨県立甲府中学校に入学する。戦時下には勤労動員され、陸軍飛行場（ロタコ）の工事にも従事する。
戦後は1951年に山梨県立甲府第一高等学校を卒業し、翌1952年に京都大学文学部に入学する。1954年には戸田芳実・江口圭一らに勧誘され史学科国史専攻に進学し、1956年に卒業。卒論は「幕末維新期における甲州農村の政治的動向」。同年には大学院へ進学し、1961年に京都大学大学院文学研究科国史学専攻博士課程単位取得退学。
1961年には国立国会図書館に就職し政治関係資料レファレンスを担当し、後に憲政資料室へ移る。国立国会図書館時代には職員組合サークル『六月会』に所属しE・H・カーに取り組んだほか、日露戦争や柳田國男に感心を持つ。ほか、陸奥宗光や国家祝祭日に関する論文も執筆している。
東京商船大学助教授、教授、96年定年退官、山梨学院大学教授。山梨県史編さん専門委員、同近現代部会長。
1983年『星亨』でサントリー学芸賞受賞、1985年「明治政治史の基礎過程-地方政治状況史論」で文学博士（京都大学）。1985年には浅川保らと『山梨近代史の会』を発足し、月例の研究・書評会を行っている。
2022年8月15日、誤嚥性肺炎のため甲府市の病院で死去、89歳。

## 著書

### 単著
- 『やまなし明治の墓標』（山梨郷土研究会（甲斐新書）、1979年）
- 『明治政治史の基礎過程 地方政治状況史論』 （吉川弘文館、1980年）
- 『星亨』（朝日新聞社（朝日評伝選）、1983年）
- 『山梨の近代』（山梨ふるさと文庫、2001年）
- 『私の郷土史・日本近現代史拾遺』（山梨ふるさと文庫、2012年）

### 編著
- 『山梨県の百年』（山川出版社、2003年）
- 『山梨近代史論集』（岩田書院、2004年）